# Seznam sněmů českých zemí
Seznam sněmů českých zemí uvádí přehled volených (nebo v počátcích zastupitelské demokracie jmenovaných) českých politických zastoupení od roku 1848 – sněmů, rad, parlamentů, shromáždění, výborů – v českých zemích a na nadnárodní úrovni (v 19. a počátkem 20. století říšské, dnes evropské).
Počátky českého sněmovnictví je možné sledovat od středověku ve 13. a 14. století, dále v době husitské v první polovině 15. století. České sněmy jako (stavovské) zastoupení šlechticů českých zemí existovaly i v době stavovské monarchie od 15. do počátku 17. století a v období habsburského absolutismu od počátku 17. století do roku 1848.

## Rakousko,Rakousko-Uhersko

### Ústavodárná rakouská Říšská rada
1848–1849
přes politický nátlak jen jednokomorová, vypracovala Kroměřížský návrh ústavy, svolána císařem Františkem Josefem 22. července 1848 (7. října 1848 přerušena a přesunuta do Kroměříže - Kroměřížský sněm) a jím rozpuštěna 4. března 1849

### Říšská rada (Rakousko)
- Panská sněmovna
- Poslanecká sněmovna

1861–1865, 1867–1918
1861 Říšská rada svolána císařem, tentokrát na politický nátlak už dvoukomorová, mj. zastoupení Království českého (Sněm království Českého), Moravského markrabství, Vévodství Horního a Dolního Slezska, 1865 byla Rada císařem znovu rozpuštěna
1867 na politický nátlak císařem obnovena, 1873 zavedeny přímé volby (stále ale nerovné, mj. čtyři třídy volební kurie), 1896 rozšíření voličů o další, pátou kurii (tím počet voličů stoupl z 1,7 na 5,3 milionů), 1907 odstraněna nerovnost zastoupení v jednotlivých kuriích, (přepočítávaní hlasů na křesla) a tím zavedeno přímé, všeobecné, rovné a tajné volební právo, ale ne zcela – ženy na ně stále čekaly (v Rakouské republice zavedeno 1918, v ČSR 1920).

## České země
- Český zemský sněm
- Moravský zemský sněm
- Slezský zemský sněm

## Československo
První republika

### Revoluční národní shromáždění
funkční období 1918–1920

### Národní shromáždění republiky Československé (1920–1939)
- Poslanecká sněmovna Národního shromáždění ČSR
- Senát Národního shromáždění ČSR

1. volební období 1920–1925
2. volební období 1925–1929
3. volební období 1929–1935
4. volební období 1935–1938
Druhá republika
(brzy po odstoupení Sudet jsou zakázány i demokratické instituce v Českých zemích)
Protektorát
(žádná z protektorátních institucí, sloužící nacistickým institucím „Vůdce a Říšského kancléře“, nejsou demokraticky voleny)
Po druhé světové válce
(poválečné Československo se pomalu dostává do mocenské sféry komunistické centrály moci, moskevského Politbyra)

### Prozatímní Národní shromáždění republiky Československé
funkční období 1945–1946

### Ústavodárné Národní shromáždění republiky Československé
funkční období 1946–1948
Po únoru 1948

### Národní shromáždění republiky Československé (1948-1960)
1. volební období 1948–1954
2. volební období 1954–1960

### Národní shromáždění Československé socialistické republiky
1. volební období 1960–1964
2. volební období 1964–1968
Po pražském jaru, federalizaci státu a počátku normalizace

### Federální shromáždění ČSSR
- Sněmovna lidu ČSSR
- Sněmovna národů ČSSR

1. volební období 1969–1971
2. volební období 1971–1976
3. volební období 1976–1981
4. volební období 1981–1986
5. volební období 1986–1990
Po listopadu 1989, vyhlášení ČSFR

### Federální shromáždění ČSFR
- Sněmovna lidu ČSFR
- Sněmovna národů ČSFR

6. volební období červen 1990 – červen 1992
7. volební období, červen – prosinec 1992

### Česká národní rada
1. volební období 1969 – 1971
2. volební období 1971 – 1976
3. volební období 1976 – 1981
4. volební období 1981 – 1986
5. volební období 1986 – 1990
Po listopadu 1989, první svobodné volby.
6. volební období červen 1990 – červen 1992
7. volební období červen – prosinec 1992

## Česko

### Parlament České republiky
- Poslanecká sněmovna

od ledna 1993
- Senát

od prosince 1996

## Evropa
Po přijetí do Rady Evropy 1993

### Parlamentní shromáždění Rady Evropy
od 1993
Po pátém rozšíření Evropské unie 2004

### Evropský parlament
od 2004